# Олька (річка)
Олька (словац. Oľka) — річка в Словаччині, ліва притока Ондави, протікає в округах Меджилабірці, Гуменне і Вранов-над-Теплою.
Довжина — 41 км.
Витікає в масиві Лаборецька Верховина — на висоті 465 метрів. Впадають потоки Ситничка й Ондалік.
Впадає у Ондаву біля села Жалобин.